# Kloster der Schwestern des heiligen Vinzenz von Paul

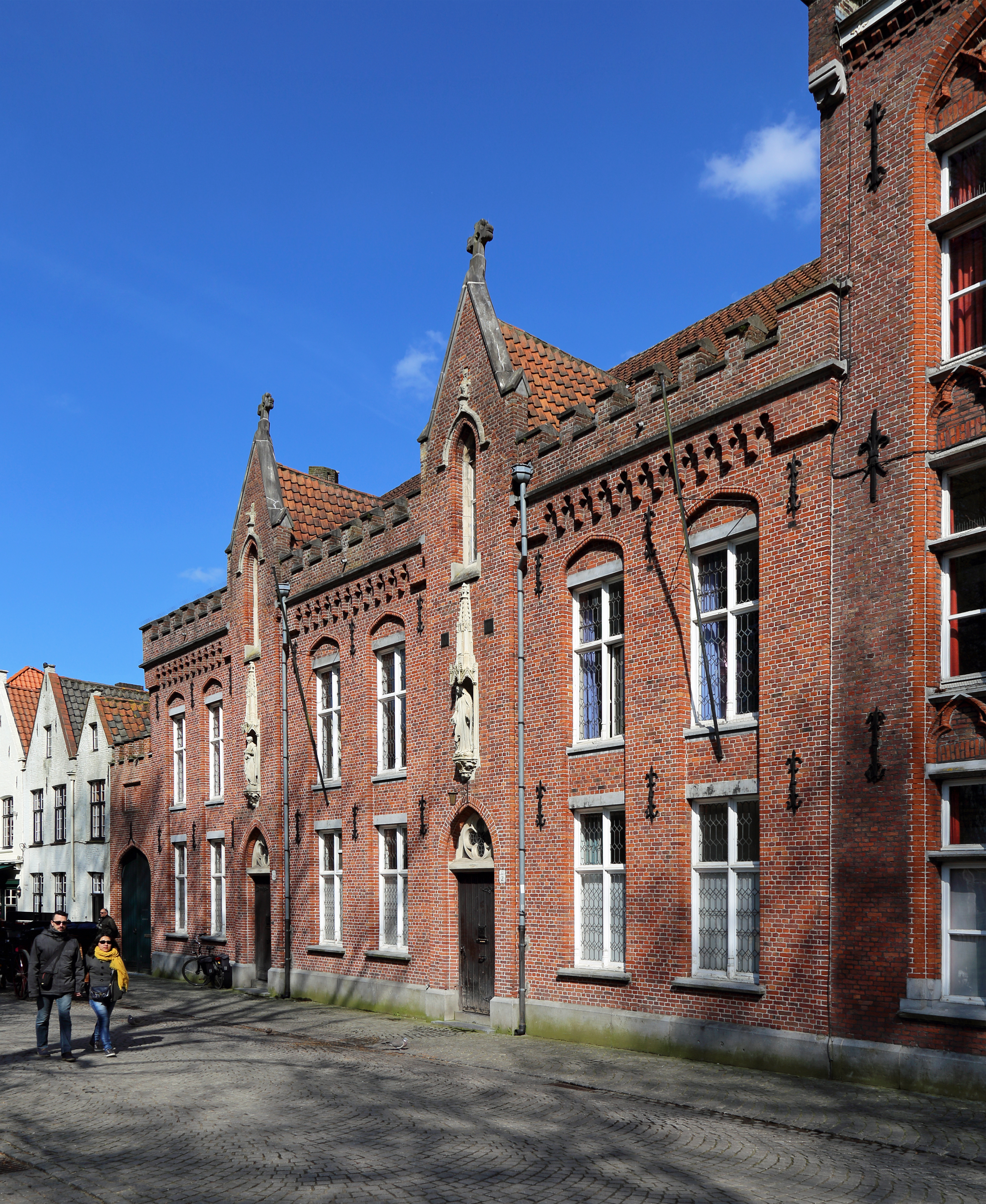
Westfassade des Altbaus, 2016

Das Kloster der Schwestern des heiligen Vinzenz von Paul (niederländisch Klooster van de zusters van de Heilige Vicenzo a Paolo) ist ein denkmalgeschütztes ehemaliges Kloster in Brügge in Belgien. Es wird heute als Waisenhaus genutzt.

## Lage

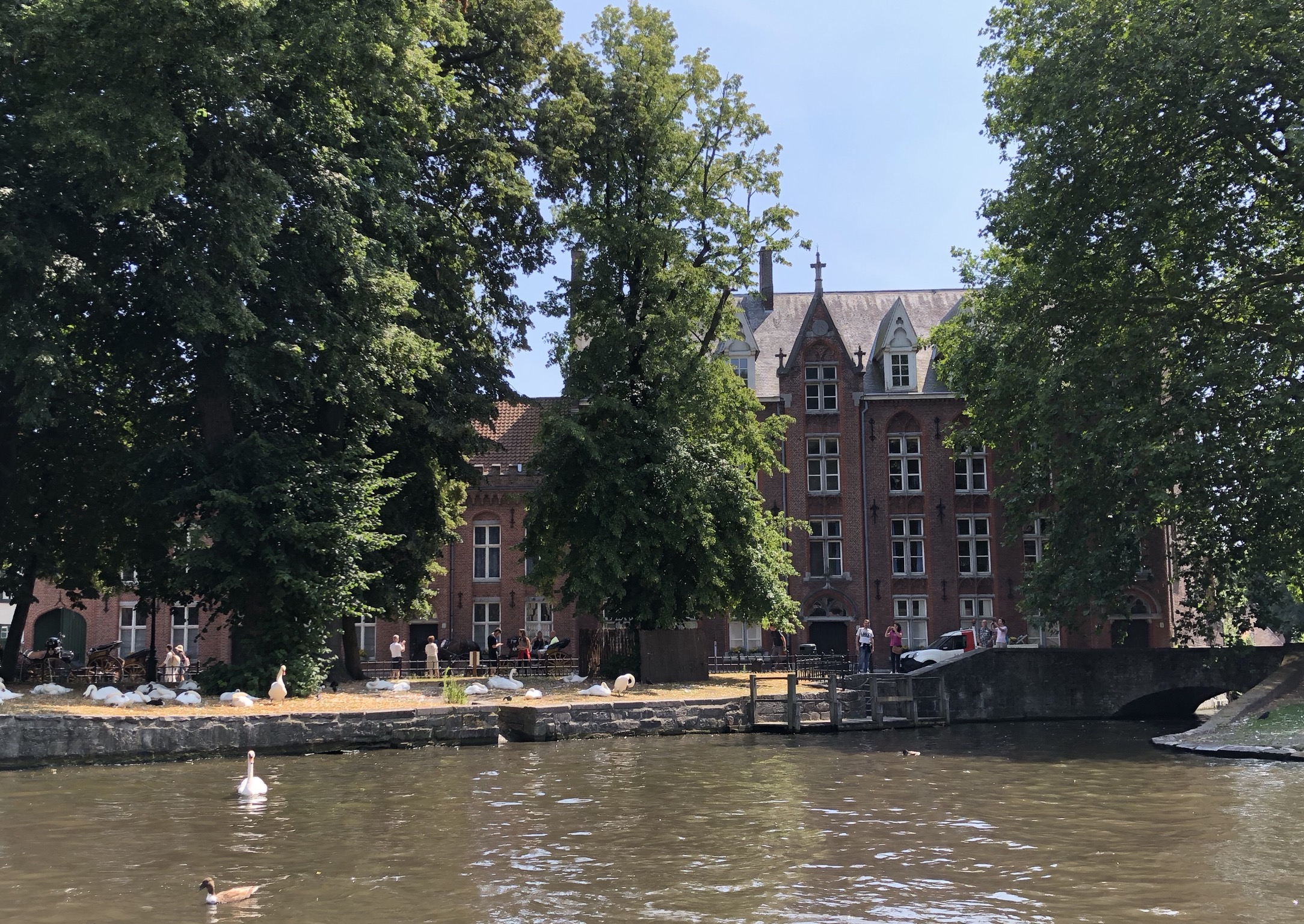
Blick von Westen auf das ehemalige Klostergebäude, 2019

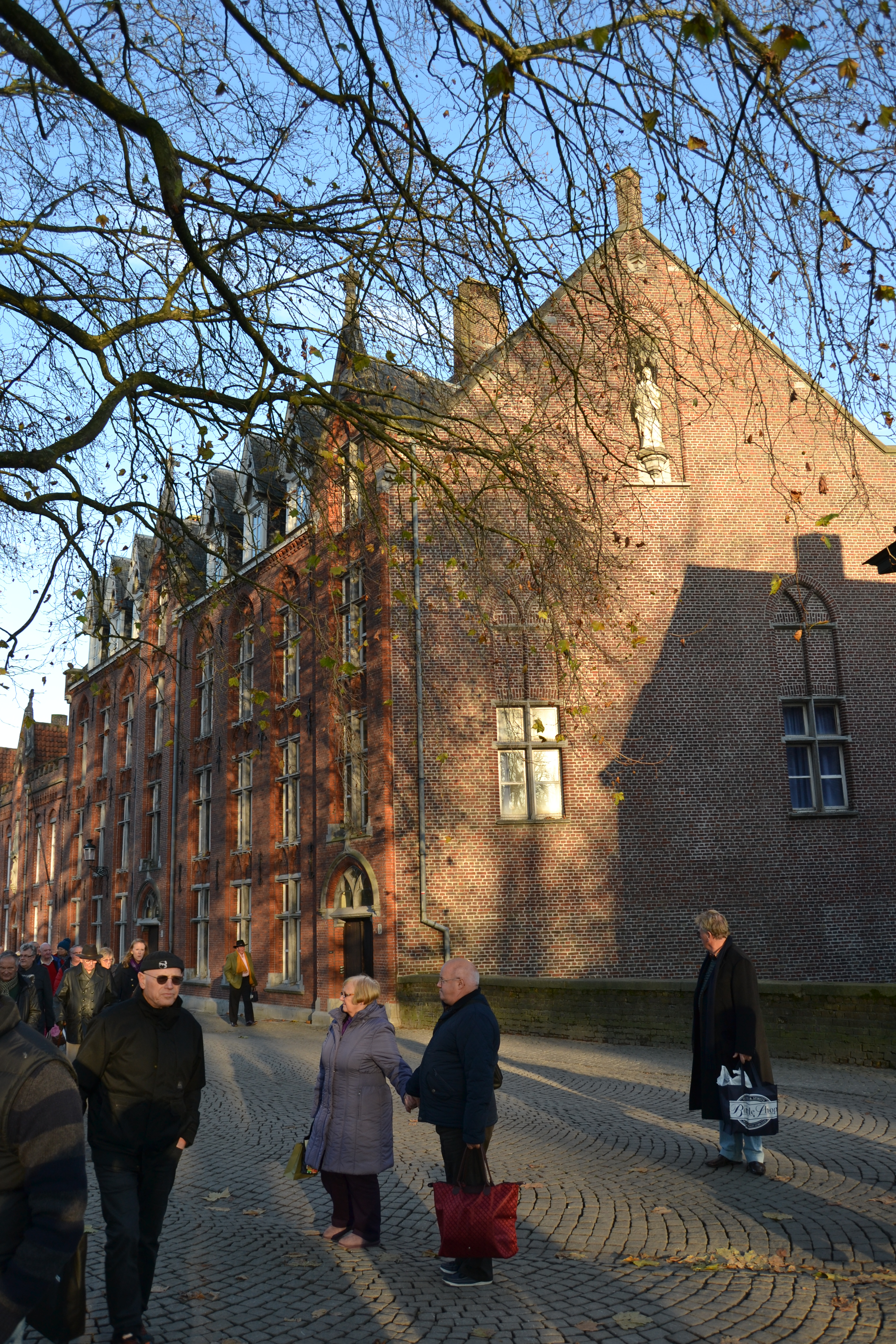
Westfassade des Neubaus von 1882 im Jahr 2014

Der Gebäudekomplex befindet sich im südlichen Teil der Altstadt von Brügge, auf der Ostseite der Straße Wijngaardplein. Westlich des Klosters verläuft der Kanal Bakkersrei.

## Architektur und Geschichte
Der Klosterkomplex wurde schrittweise ab 1851 errichtet und gilt als frühestes Beispiel der Neogotik in Brügge. In einem Teil des Gebäudes wurde auch ein von L. d'Hanin de Moerkerke und M. de Bie gegründeter Kindergarten eingerichtet.
Es entstanden zwei traufständig zur Straße ausgerichtete Gebäudeflügel aus Backstein. Der ältere, zweigeschossig und achtachsig ausgeführte ist inschriftlich auf 1851 und 1857 datiert. Markant ist eine Zinnenbekrönung. Die als flache Risalite gestalteten Eingänge befinden sich in der dritten und sechsten Achse und werden von Giebeln bekrönt, die ihrerseits jeweils ein Kreuz tragen. Die Türbögen sind als Spitzbögen ausgeführt. Oberhalb der Türen sind Statuen angeordnet. Sie stellen Vinzenz von Paul und die Jungfrau Maria dar. Außerdem finden sich Wappendarstellungen. 1882 wurde der rechte, südliche Flügel angefügt. Er umfasst ebenfalls acht Achsen, ist jedoch dreigeschossig angelegt. Der Entwurf stammt vom Architekten E. Carpentier aus Belœil und ersetzte ein bereits 1857 errichteten neogotischen Anbau und möglicherweise einen schon aus dem 17. Jahrhundert stammenden Stufengiebel. 1996/97 erfolgte eine Restaurierung des Komplexes. 
Zum Klosterkomplex gehören auf der Hofseite auch zwei ältere Gebäude aus dem 17. und 18. Jahrhundert. Es besteht ein achtstufiger Stufengiebel. Außerdem verfügt die Anlage über eine 1858 nach einem Entwurf von Jean-Baptiste Bethune errichtete Kapelle im Stil der Neogotik. Die ursprünglichen Wandbilder der Kapelle wurden später übermalt, auch die Glasfenster sind nicht mehr bauzeitlich.
Das Gebäude wird seit dem 14. September 2009 als architektonisches Erbe geführt.